# Muggia
Muggia este o comună din provincia Trieste, regiunea Friuli-Veneția Giulia, Italia, cu o populație de 12.862 locuitori (1 ianuarie 2023) și o suprafață de 13,85 km².

## Demografie
Muggia - evoluția demografică

|  | Graficele sunt indisponibile din cauza unor probleme tehnice. Mai multe informații se găsesc la Phabricator și la wiki-ul MediaWiki. |

Date: Recensăminte sau birourile de statistică - grafică realizată de Wikipedia